# Penisola di Whangaparaoa
La penisola di Whangaparaoa è una penisola protesa nel golfo dell'Hauraki facente parte dell'Isola del Nord della Nuova Zelanda; è un'area suburbana di Auckland, da cui dista circa 25 chilometri. È parte della cosiddetta Costa degli Hibiscus.

## Geografia fisica

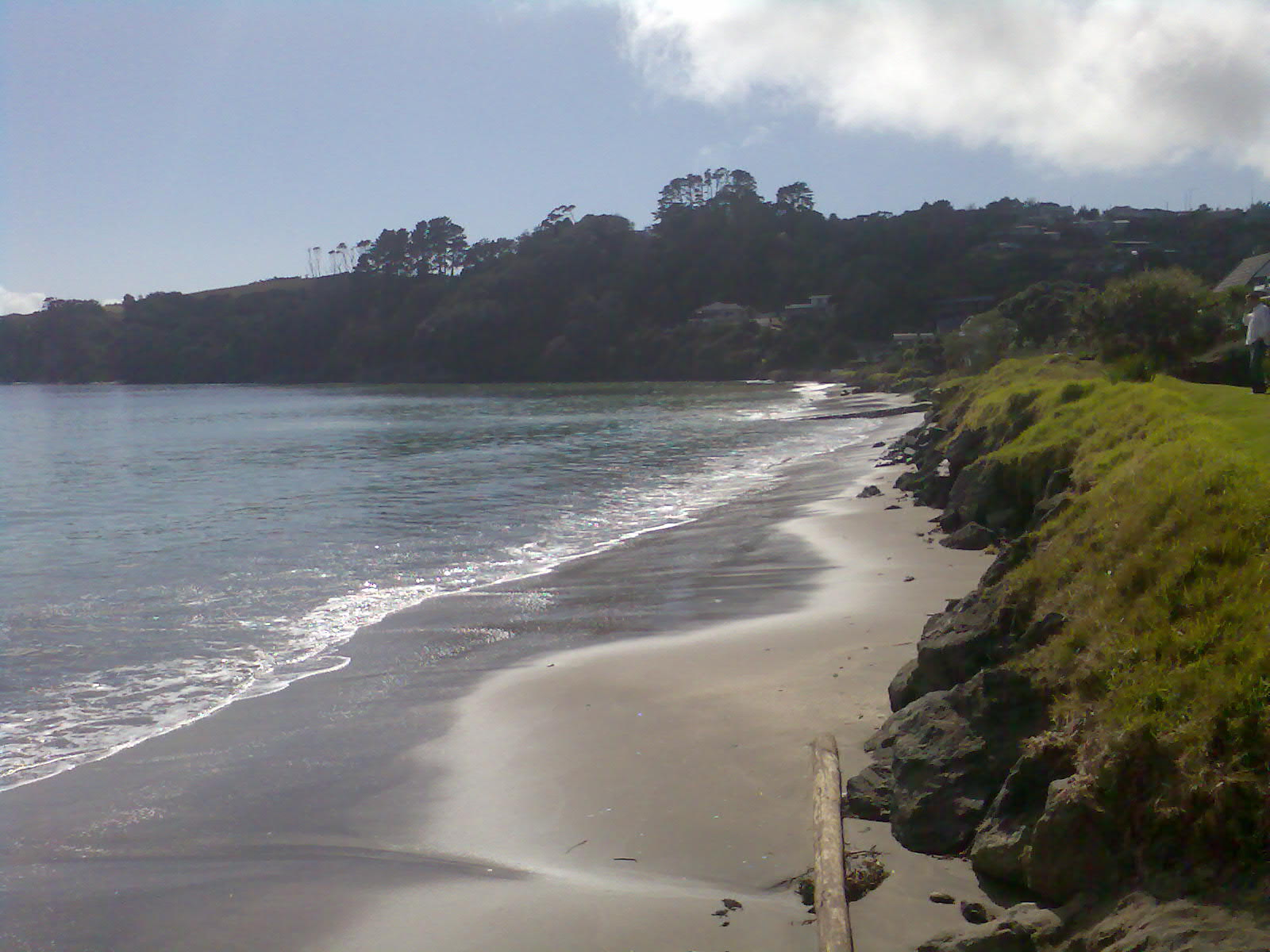
La spiaggia di Tindalls sulla costa settentrionale della penisola

La penisola è situata nel nord dell'Isola del Nord della Nuova Zelanda. Whangaparāoa significa, in lingua māori, "baia delle balene"; d'altronde, non è raro avvistare orche e delfini nelle acque circostanti. La penisola è prevalentemente urbanizzata e ricade nell'area metropolitana di Auckland, la maggiore città neozelandese.